# Maatschappelijke kosten-batenanalyse
Een maatschappelijke kosten-batenanalyse (mkba) is een kosten-batenanalyse waarbij de kosten en baten voor een gehele maatschappij worden beschouwd. De berekening houdt rekening met externe effecten in rekening gebracht zoals klimaat, luchtverontreiniging, geluid, ongevallen (kosten), maar ook effecten op bijvoorbeeld werkgelegenheid tijdens de aanleg, het onderhoud en de exploitatie (baten). In een MKBA kunnen financiële en niet-financiële kosten en baten opgenomen worden. In dit laatste geval dient er gewerkt te worden met kengetallen, die de niet-financiële kosten en baten monetariseren.
Een MKBA kan uitgevoerd worden op lokaal, regionaal, nationaal of internationaal niveau.

## Toepassingen
Mkba's worden vaak uitgevoerd voor grote overheidsprojecten zoals transportinfrastructuurwerken. Een MKBA werd bijvoorbeeld toegepast om ontwikkelingsvarianten van het Wieringerrandmeer met elkaar te vergelijken. Daarin werden ook de natuurbaten gemonetariseerd. Bij de bouw van de Koning Willem-Alexandertunnel en de 'Groene Loper' in Maastricht (kosten circa 1 miljard euro) werd vooraf uitgegaan van een mkba van 12 miljoen euro. Later paste het Centraal Planbureau een andere meetmethode toe, waarna het bedrag werd bijgesteld tot 220 miljoen euro. Een ander voorbeeld is de mkba voor de nieuwe zeesluis in IJmuiden.